# Kellindra Zackery
Kellindra Zackery (geboren 6. Februar 1988) in Newark (New Jersey) ist eine amerikanische Basketballspielerin.

## Basketballkarriere
Mit der Malcolm X Shabazz High School wurde sie dreimal Meisterin von New Jersey. Sie startete ihre Basketballkarriere 2006 in der NCAA D1 bei der University of South Carolina, wechselte 2007 innerhalb des Verbandes zur Rutgers University und 2009 nach Labette. 2011 schloss sie sich für ein Jahr der Newman University an.

### Profikarriere
2012 startete sie ihre Profikarriere. Sie wechselte nach Deutschland in die 2. Damen-Basketball-Bundesliga (2. DBBL) und spielte für Amicitia Viernheim.
2013 wechselte sie zum deutschen Erstligisten BC Marburg und von dort im Oktober 2014 zum Ligakonkurrenten TV Royals Saarlouis. Für die Saison 2015/2016 unterschrieb sie beim bulgarischen Erstligisten Montana 2003.

## Erfolge
2012–13 war sie mit 23,8 Punkten und 13,1 Rebounds pro Spiel sowohl beste Punktesammlerin als auch beste Rebounderin der 2. DBBL.
2013–14 war sie erfolgreichste Korbwerferin Marburgs. In der Liga war sie 2013/2014 die zweitbeste Werferin.